# Ronde van de Haut-Var 2014
De 46e editie van de Ronde van de Haut-Var was een wielerwedstrijd die van 22 tot en met 23 februari 2014 werd verreden. De start was in Le Cannet-des-Maures en de finish is in Draguignan. De tweedaagse wedstrijd maakte deel uit van de UCI Europe Tour 2014, in de wedstrijdcategorie 2.1 De winnaar in 2013 was de Fransman Arthur Vichot. Dit jaar won de Colombiaan Carlos Alberto Betancur het eindklassement.

## Deelnemende ploegen
| WorldTour        | ProContinentaal              | Continentaal            |
| ---------------- | ---------------------------- | ----------------------- |
| AG2R-La Mondiale | Bretagne-Séché Environnement | BigMat-Auber 93         |
| Europcar         | Cofidis                      | La Pomme Marseille 13   |
| FDJ.fr           | Colombia                     | Roubaix Lille Métropole |
| Giant-Shimano    | IAM Cycling                  | Team Differdange-Losch  |
| Team Movistar    | Wanty-Groupe Gobert          | Team Raleigh            |
| BMC Racing Team  |                              | Vérandas Willems        |
| Sky ProCycling   |                              |                         |

## Etappe-overzicht
| etappe | datum       | start                | finish          | afstand  | winnaar                 | klassementsleider       |
| ------ | ----------- | -------------------- | --------------- | -------- | ----------------------- | ----------------------- |
| 1e     | 22 februari | Le Cannet-des-Maures | La Croix-Valmer | 149,1 km | Carlos Alberto Betancur | Carlos Alberto Betancur |
| 2e     | 23 februari | Draguignan           | Draguignan      | 203,4 km | Amaël Moinard           | Carlos Alberto Betancur |

## Etappe-uitslagen

### 1e etappe
| Le Cannet-des-Maures - La Croix-Valmer (149,1 km) |                         |                              |          |
| Plaats                                            | Naam                    | Ploeg                        | Tijd     |
| Winnaar                                           | Carlos Alberto Betancur | AG2R-La Mondiale             | 3u42'00" |
| 2                                                 | John Degenkolb          | Giant-Shimano                | z.t.     |
| 3                                                 | Samuel Dumoulin         | AG2R-La Mondiale             | z.t.     |
| 4                                                 | Armindo Fonseca         | Bretagne-Séché Environnement | +3"      |
| 5                                                 | Mikaël Cherel           | AG2R-La Mondiale             | z.t.     |
| 6                                                 | Cyril Gautier           | Europcar                     | z.t.     |
| 7                                                 | Francisco Ventoso       | Team Movistar                | z.t.     |
| 8                                                 | Cadel Evans             | BMC Racing Team              | z.t.     |
| 9                                                 | Maxime Vantomme         | Roubaix Lille Métropole      | z.t.     |
| 10                                                | Jérôme Pineau           | IAM Cycling                  | +6"      |
|                                                   |                         |                              |          |
| 20                                                | Michel Kreder           | Wanty-Groupe Gobert          | +9"      |

| Algemeen klassement |                         |                              |          |
| Plaats              | Naam                    | Ploeg                        | Tijd     |
| Gele trui           | Carlos Alberto Betancur | AG2R-La Mondiale             | 3u42'00" |
| 2                   | John Degenkolb          | Giant-Shimano                | z.t.     |
| 3                   | Samuel Dumoulin         | AG2R-La Mondiale             | z.t.     |
| 4                   | Armindo Fonseca         | Bretagne-Séché Environnement | +3"      |
| 5                   | Mikaël Cherel           | AG2R-La Mondiale             | z.t.     |
| 6                   | Cyril Gautier           | Europcar                     | z.t.     |
| 7                   | Francisco Ventoso       | Team Movistar                | z.t.     |
| 8                   | Cadel Evans             | BMC Racing Team              | z.t.     |
| 9                   | Maxime Vantomme         | Roubaix Lille Métropole      | z.t.     |
| 10                  | Jérôme Pineau           | IAM Cycling                  | +6"      |
|                     |                         |                              |          |
| 20                  | Michel Kreder           | Wanty-Groupe Gobert          | +9"      |

### 2e etappe
| Draguignan - Draguignan (203,4 km) |                             |                              |          |
| Plaats                             | Naam                        | Ploeg                        | Tijd     |
| Winnaar                            | Amaël Moinard               | BMC Racing Team              | 5u23'30" |
| 2                                  | Carlos Alberto Betancur     | AG2R-La Mondiale             | z.t.     |
| 3                                  | Emilien Viennet             | FDJ.fr                       | +10"     |
| 4                                  | Cadel Evans                 | BMC Racing Team              | +12"     |
| 5                                  | Armindo Fonseca             | Bretagne-Séché Environnement | z.t.     |
| 6                                  | Egoitz García               | Cofidis                      | z.t.     |
| 7                                  | Reinardt Janse van Rensburg | Giant-Shimano                | z.t.     |
| 8                                  | Andrey Amador               | Team Movistar                | z.t.     |
| 9                                  | Mark Christian              | Team Raleigh                 | z.t.     |
| 10                                 | Miguel Ángel Rubiano        | Colombia                     | z.t.     |
|                                    |                             |                              |          |
| 11                                 | Michel Kreder               | Wanty-Groupe Gobert          | +12"     |
| 44                                 | Maxime Vantomme             | Roubaix Lille Métropole      | +2'47"   |

## Eindklassementen
| Plaats    | Naam                    | Ploeg                        | Tijd     |
| --------- | ----------------------- | ---------------------------- | -------- |
| Gele trui | Carlos Alberto Betancur | AG2R-La Mondiale             | 9u05'30" |
| 2         | Samuel Dumoulin         | AG2R-La Mondiale             | +12"     |
| 3         | Amaël Moinard           | BMC Racing Team              | z.t.     |
| 4         | Armindo Fonseca         | Bretagne-Séché Environnement | +15"     |
| 5         | Cadel Evans             | BMC Racing Team              | z.t.     |
| 6         | Mikaël Cherel           | AG2R-La Mondiale             | z.t.     |
| 7         | Cyril Gautier           | Europcar                     | z.t.     |
| 8         | Emilien Viennet         | FDJ.fr                       | +16"     |
| 9         | Jérôme Pineau           | IAM Cycling                  | +18"     |
| 10        | Andrey Amador           | Team Movistar                | z.t.     |
| 11        | Miguel Ángel Rubiano    | Colombia                     | z.t.     |
| 12        | Nathan Earle            | Sky ProCycling               | z.t.     |
| 13        | Sébastien Reichenbach   | IAM Cycling                  | z.t.     |
| 14        | Jonathan Fumeaux        | IAM Cycling                  | z.t.     |
| 15        | John Gadret             | Team Movistar                | z.t.     |
| 16        | Michel Kreder           | Wanty-Groupe Gobert          | +21"     |
| 17        | Alexis Vuillermoz       | AG2R-La Mondiale             | z.t.     |
| 18        | Mark Christian          | Team Raleigh                 | z.t.     |
| 19        | Sylvain Chavanel        | IAM Cycling                  | z.t.     |
| 20        | Jimmy Turgis            | Roubaix Lille Métropole      | z.t.     |
|           |                         |                              |          |
| 39        | Maxime Vantomme         | Roubaix Lille Métropole      | +2'50"   |

| Plaats      | Naam                    | Ploeg                        | Punten |
| ----------- | ----------------------- | ---------------------------- | ------ |
| Groene trui | Carlos Alberto Betancur | AG2R-La Mondiale             | 45     |
| 2           | Armindo Fonseca         | Bretagne-Séché Environnement | 26     |
| 3           | Amaël Moinard           | BMC Racing Team              | 25     |
|             |                         |                              |        |
| 19          | Maxime Vantomme         | Roubaix Lille Métropole      | 7      |
| 24          | Michel Kreder           | Wanty-Groupe Gobert          | 5      |

| Plaats     | Naam             | Ploeg                        | Punten |
| ---------- | ---------------- | ---------------------------- | ------ |
| Witte trui | Florian Guillou  | Bretagne-Séché Environnement | 24     |
| 2          | Rodolfo Torres   | Colombia                     | 22     |
| 3          | Rémy Di Grégorio | La Pomme Marseille 13        | 15     |
|            |                  |                              |        |
| 4          | Floris Smeyers   | Vérandas Willems             | 15     |

| Plaats    | Naam              | Ploeg                   | Tijd     |
| --------- | ----------------- | ----------------------- | -------- |
| Rode trui | Emilien Viennet   | FDJ.fr                  | 9u05'46" |
| 2         | Mark Christian    | Team Raleigh            | +5"      |
| 3         | Jimmy Turgis      | Roubaix Lille Métropole | z.t.     |
|           |                   |                         |          |
| 13        | Frederik Backaert | Wanty-Groupe Gobert     | +3'52"   |

| Plaats | Ploeg               | Tijd      |
| ------ | ------------------- | --------- |
| 1      | AG2R-La Mondiale    | 27u16'57" |
| 2      | Team Movistar       | +24"      |
| 3      | IAM Cycling         | +27"      |
|        |                     |           |
| 13     | Giant-Shimano       | +7'11"    |
| 14     | Wanty-Groupe Gobert | +7'46"    |

## Klassementenverloop
| Etappe       | Winnaar                 | Algemeen klassement ·   | Puntenklassement ·      | Bergklassement · | Jongerenklassement · | Ploegenklassement |
| ------------ | ----------------------- | ----------------------- | ----------------------- | ---------------- | -------------------- | ----------------- |
| 1            | Carlos Alberto Betancur | Carlos Alberto Betancur | Carlos Alberto Betancur | Florian Guillou  | Emilien Viennet      | AG2R-La Mondiale  |
| 2            | Amaël Moinard           | Carlos Alberto Betancur | Carlos Alberto Betancur | Florian Guillou  | Emilien Viennet      | AG2R-La Mondiale  |
| 0Eindstanden | 0Eindstanden            | Carlos Alberto Betancur | Carlos Alberto Betancur | Florian Guillou  | Emilien Viennet      | AG2R-La Mondiale  |

1969 · 1970 · 1971 · 1972 · 1973 · 1974 · 1975 · 1976 · 1977 · 1978 · 1979 · 1980 · 1981 · 1982 · 1983 · 1984 · 1985 · 1986 · 1987 · 1988 · 1989 · 1990 · 1991 · 1992 · 1993 · 1994 · 1995 · 1996 · 1997 · 1998 · 1999 · 2000 · 2001 · 2002 · 2003 · 2004 · 2005 · 2006 · 2007 · 2008 · 2009 · 2010 · 2011 · 2012 · 2013 · 2014 · 2015 · 2016 · 2017 · 2018 · 2019 · 
2020 · 2021 · 2022 · 2023 · 2024 · 2025
Etappewedstrijden

 Ster van Bessèges ·
 Ronde van de Middellandse Zee ·
 Ruta del Sol ·
 Ronde van de Algarve ·
 Ronde van de Haut-Var ·
 Driedaagse van West-Vlaanderen ·
 Internationale Wielerweek ·
 Internationaal Wegcriterium ·
 Driedaagse van De Panne-Koksijde ·
 Ronde van de Sarthe ·
 Ronde van Trentino ·
 Ronde van Turkije ·
 Vierdaagse van Duinkerke ·
 Ronde van Azerbeidzjan ·
 Szlakiem Grodów Piastowskich ·
 Ronde van Castilië en León ·
 Ronde van Picardië ·
 Ronde van Noorwegen ·
 World Ports Classic ·
 Ronde van Beieren ·
 Ronde van België ·
 Tour des Fjords ·
 Ronde van Estland ·
 Ronde van Luxemburg ·
 Boucles de la Mayenne ·
 Ster ZLM Toer ·
 Ronde van Slovenië ·
 Route du Sud ·
 Ronde van Oostenrijk ·
 Sibiu Cycling Tour ·
 Ronde van Wallonië ·
 Ronde van Portugal ·
 Ronde van Denemarken ·
 Ronde van de Ain ·
 Ronde van Burgos ·
 Arctic Race of Norway ·
 Ronde van de Limousin ·
 Ronde van Poitou-Charentes ·
 Ronde van Groot-Brittannië ·
 Ronde van Gévaudan Languedoc-Roussillon ·
 Eurométropole Tour
Eendaagse wedstrijden

 GP La Marseillaise ·
 Grote Prijs van de Etruskische Kust ·
 Trofeo Palma ·
 Trofeo Ses Salines ·
 Trofeo Serra de Tramuntana ·
 Trofeo Platja de Muro ·
 Trofeo Laigueglia ·
 Ronde van Murcia ·
 Omloop Het Nieuwsblad ·
 Classic Sud Ardèche ·
 GP Lugano ·
 Clásica de Almería ·
 Kuurne-Brussel-Kuurne ·
 La Drôme Classic ·
 Le Samyn ·
 GP Città di Camaiore ·
 Strade Bianche ·
 Roma Maxima ·
 Ronde van Drenthe ·
 Dwars door Drenthe ·
 Nokere Koerse ·
 GP Nobili Rubinetterie ·
 Handzame Classic ·
 Classic Loire-Atlantique ·
 Grote Prijs van Cholet-Pays de Loire ·
 Dwars door Vlaanderen ·
 Route Adélie de Vitré ·
 Volta Limburg Classic ·
 Grote Prijs Miguel Indurain ·
 Ronde van La Rioja ·
 Scheldeprijs ·
 GP Cerami ·
 Klasika Primavera ·
 Parijs-Camembert ·
 Brabantse Pijl ·
 GP Denain ·
 Ronde van de Finistère ·
 Tro Bro Léon ·
 Ronde van Keulen ·
 La Roue Tourangelle ·
 Rund um den Finanzplatz Eschborn-Frankfurt ·
 Ronde van de Somme ·
 ProRace Berlin ·
 Grote Prijs van Plumelec ·
 Boucles de l'Aulne ·
 Ronde van Zeeland Seaports ·
 GP Kanton Aargau ·
 Ronde van Limburg ·
 Ronde van de Apennijnen ·
 Halle-Ingooigem ·
 Prueba Villafranca de Ordizia ·
 GP Industria & Artigianato-Larciano ·
 Ronde van Toscane ·
 Circuito de Getxo ·
 Polynormande ·
 RideLondon Classic ·
 GP Stad Zottegem ·
 Arnhem-Veenendaal Classic ·
 Châteauroux Classic de l'Indre ·
 Druivenkoers Overijse ·
 Brussels Cycling Classic ·
 GP Fourmies ·
 Ronde van de Doubs ·
 GP Jef Scherens ·
 Coppa Bernocchi ·
 GP van Wallonië ·
 Coppa Agostoni ·
 Ronde van de Drie Valleien ·
 Kampioenschap van Vlaanderen ·
 Grote Prijs Impanis-Van Petegem ·
 Memorial Marco Pantani ·
 GP Industria & Commercio di Prato ·
 GP van Isbergues ·
 Omloop van het Houtland ·
 Duo Normand ·
 Milaan-Turijn ·
 Ronde van het Münsterland ·
 Ronde van de Vendée ·
 Memorial Frank Vandenbroucke ·
 Coppa Sabatini ·
 Parijs-Bourges ·
 Ronde van Emilia ·
 Parijs-Tours ·
 GP Beghelli ·
 Nationale Sluitingsprijs ·
 Chrono des Nations